# Neom
Neom (resa graficamente come NEOM: in arabo نيوم‎?, Niyūm, pronuncia hegiazita: nɪˈjo̞ːm) è una città di fondazione che dovrebbe sorgere nel 2025 nella provincia di Tabuk, in Arabia Saudita.
Il sito si trova a nord del Mar Rosso, a est dell'Egitto attraverso il Golfo di Aqaba e a sud della Giordania. Si prevede di coprire un'area totale di 26500 km², estendendosi per 170 km lungo la costa del Mar Rosso.
Il progetto è stato annunciato nel 2017 dal principe saudita Mohammad bin Salman Al Sa'ud. Il nome dell'area deriva dalla combinazione di νέο (dal greco neo, nuovo) con l'arabo مستقبل‎ (mustaqbal, futuro). L'omonima società che supervisiona il progetto è interamente posseduta dal Public Investment Fund.
L'Arabia Saudita mirava, da progetto iniziale, a completare le parti principali entro il 2020, con un'espansione completata nel 2025, ma le attività si sono prolungate oltre le attese. Il progetto ha un costo stimato di 500 miliardi di dollari. Il 29 gennaio 2019, l'Arabia Saudita ha annunciato di aver costituito una società per azioni denominata Neom. L'obiettivo di questa società, che è interamente controllata dal Public Investment Fund (PIF), il fondo sovrano saudita, è sviluppare la zona economica di Neom. Il progetto dovrebbe essere totalmente alimentato da fonti di energia rinnovabile. Gli esperti hanno espresso scetticismo sulle ambizioni del 'megaprogetto'. Secondo un rapporto del 2022 su The Economist, finora sono stati costruiti solo due edifici e la maggior parte dell'area del progetto rimane nuda e deserta.

## Inaugurazione

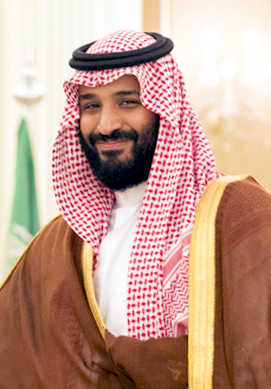
Il fondatore Mohammed bin Salman (2017)

La città è stata annunciata dal principe ereditario saudita Mohammad bin Salman alla conferenza Future Investment Initiative a Riyadh, Arabia Saudita, il 24 ottobre 2017. Ha affermato che opererà indipendentemente dal "quadro governativo esistente" con le proprie leggi fiscali e del lavoro e un "sistema giudiziario autonomo". L'Egitto ha annunciato nel 2018 che sta contribuendo con alcuni terreni al progetto Neom.
L'iniziativa è emersa da Saudi Vision 2030, un piano che cerca di ridurre la dipendenza dell'Arabia Saudita dal petrolio, diversificando la sua economia e sviluppando i settori dei servizi pubblici. Nei piani di sviluppo è previsto che le Intelligenze artificiali e i robot svolgeranno funzioni come sicurezza, logistica, consegna a domicilio e assistenza e che la città sia alimentata esclusivamente con energia eolica e solare. Poiché la città sarà progettata e costruita da zero, sono state suggerite altre innovazioni nelle infrastrutture e nella mobilità. La pianificazione e la costruzione saranno avviate con $ 500 miliardi dal Public Investment Fund dell'Arabia Saudita e da investitori internazionali. La prima fase del progetto dovrebbe concludersi entro il 2025.
Nel luglio 2020, Air Products & Chemicals Inc degli Stati Uniti ha annunciato che costruirà il più grande impianto al mondo di idrogeno verde in Arabia Saudita. Il progetto da 5 miliardi di dollari sarà di proprietà congiunta di Air Products, ACWA Power dell'Arabia Saudita e Neom. Nel maggio 2022, il conglomerato indiano Larsen & Toubro si è aggiudicato il contratto per la costruzione di un impianto di generazione di energia solare da 2.930 MW, un parco eolico da 1.370 MW, un sistema di accumulo di energia a batteria da 400 MW, insieme a una rete di trasmissione di energia di circa 190 km.

## Componenti

### The Line
Nel gennaio 2021, il progetto ha svelato i piani per The Line, una città lineare lunga 170 km e larga 200 m, all'interno dell'area di Neom. Si prevede di ospitare 9 milioni di residenti senza auto convenzionali, con tutti i servizi di base a una distanza di 5 minuti a piedi.
Il 25 luglio 2022 il principe ereditario Mohammed Bin Salman, anche presidente del consiglio di amministrazione del NEOM, ha rilasciato una dichiarazione e un video promozionale, che ha portato a una copertura mediatica più ampia del progetto. Ciò ha anche sollevato interrogativi sui meriti del design e delle questioni ambientali, con i critici preoccupati che il progetto creerebbe una struttura "distopica" e "artificiale", che ha già spostato la tribù indigena Huwaitat e avrebbe un impatto sulla migrazione degli uccelli e della fauna selvatica.
Secondo alcune fonti giornalistiche, nel 2024 il progetto è stato ridimensionato o ritardato e si prevede entro il 2030 di costruire solo 2,4 km dei 170 totali teorici, ospitando un massimo di 300mila abitanti.
A The Line è previsto avranno luogo i sorteggi per i gironi del Campionato mondiale di calcio 2034, fase finale della competizione che avrà svolgimento in stadi dell’Arabia Saudita, compreso il Neom Stadium, previsto nella città omonima.

### Oxagon - Neom Industrial City
Neom Industrial City (NIC) si trova a circa 25 km a nord della città di Duba e copre circa 200-250 km² di terreno, di cui circa 40 km² formano il NIC. Il progetto si concentrerà sulla produzione moderna e la ricerca industriale e lo sviluppo incentrato sull'espansione del porto di Duba. Nel novembre 2021, il progetto è stato ribattezzato Oxagon e descritto come un complesso industriale galleggiante a forma di ottagono regolare; sarà il più grande del mondo una volta completato e fungerà da porto per le rotte marittime attraverso il Mar Rosso. Mohammed bin Salman ha definito il progetto come un modello radicalmente nuovo per i futuri centri di produzione, basato sulle strategie fondanti di Neom di ridefinire il modo in cui l'umanità vive e lavora nel futuro.

### Linea ferroviaria Oxagon - The Line
WeBuild in joint venture con Sajco (Shibh Al Jazira Contracting Company) realizzerà i 57 chilometri di ferrovia ad alta velocità che collegheranno Oxagon a The Line.

### Trojena
Il 3 marzo 2022, il principe ereditario saudita Mohammed bin Salman ha lanciato il progetto Trojena, che sarà la prima grande destinazione per lo sci all'aperto nella Penisola araba. Sarà situato nella catena montuosa più alta dell'Arabia Saudita, a circa 50 km dalla costa del Golfo di Aqaba, con altitudini comprese tra 1500 e 2600 m. Il sito è notevolmente più fresco rispetto al resto del territorio di Neom.
WeBuild costruirà le 3 dighe per alimentare un lago di acqua dolce a Trojena
Il 4 ottobre 2022 a Phnom Penh, in Cambogia, l'assembea generale del Consiglio Olimpico d'Asia (COA) ha deliberato all'unanimità di assegnare l'organizzazione dei X Giochi asiatici invernali del 2029 alla città di Neom, nell'area di Trojena.

### Sindalah
Si tratta di un resort turistico su isola artificiale.
Ad ottobre 2024, è stata la prima sottoparte del progetto Neom ad essere stata aperta al pubblico.